# El faro (película de 2014)
El faro es una película dramática colombiana de 2014 dirigida por Luis Fernando Bottía, con las actuaciones de Karent Hinestroza, Andrés Castañeda, Petrona Martínez, Roger Perea y Yuldor Gutiérrez. Ha ganado varios premios, entre los que destacan el de Mejor Director para Bottía en el Festival Internacional de Cine de Santander en 2013 y la Beca Fundación Carolina en el tercer Concurso de Desarrollo para Proyectos Cinematográficos en Madrid.

## Sinopsis
En el morro de Santa Marta hay un viejo faro, testigo de las vidas de Ángel, el viejo guardafaros; de Dolores, la mujer que lo abandonó; y de Ofelia y Genaro, dos náufragos que se vieron obligados a dejar su tierra.

## Reparto
- Karent Hinestroza - Ofelia
- Andrés Castañeda - Genaro
- Petrona Martínez - Dolores
- Roger Perea - Ángel
- Yuldor Gutiérrez - Senador Valencia